# Языки Вьетнама
Языки Вьетнама — языки, распространённые в Социалистической Республике Вьетнам: как официально признаваемые, так и непризнанные.
Вьетнам — многонациональная страна, населённая мон-кхмерскими (в т.ч. вьетскими), тибето-бирманскими, китайскими, тай-кадайскими, тямскими народами и мяо-яо.
Официальным языком страны является вьетнамский.

## Список языков Вьетнама

### Австроазиатская семья
- Вьетская группа
  - вьет-мыонгская подгруппа
    - вьетнамский язык
    - нгуонский язык;
    - мыонгский язык

  - подгруппа тхо
  - подгруппа тьыт
    - аремский язык;

  - подгруппа малиенг[англ.]
  - подгруппа кри[англ.].

- Кхмерская группа:
  - кхмерский язык;

- бахнарская группа:
  - бахнарский язык
  - седангский язык
  - кохо (срэ)
  - хрэ
  - мнонгский язык
  - стиенгский язык[англ.]
  - зе-ченгский язык
  - ма
  - кор
  - куа[англ.]
  - тьрау[англ.]
  - рмам
  - дуанский язык[англ.]
  - халангский язык[англ.]
  - язык зе[англ.]
  - бру;
- Кхмуйская группа:
  - катуйский язык[англ.]
  - кхму (Khmu language)
  - пуокский язык
  - кхангский язык[англ.]
  - оду[англ.];
- катуйская группа:
  - кату
    - западнокатуйский язык

  - фонгский язык[англ.]
  - пако[англ.]
  - таойский язык[англ.] (включая онг, ир, тятонг, крианг);
- мангская группа[англ.]
  - мангский язык[англ.].

### Сино-тибетская семья
- Тибето-бирманские языки
  - хани
  - фула
  - лолойская ветвь:
    - лаху
    - фунойский язык[англ.]
    - аккха
    - насу, носу, нису и другие лолойские;

  - сила.
- Китайские языки:
  - севернокитайский
  - хакка
  - чаошаньское наречие
  - юэский.

### Австронезийская семья
- Тямские языки (чамские):
  - тьру (чуру)
  - раглайский язык
  - эде (раде; Ê Dê, Rhade)
  - чамский язык
  - джарайский язык

### Хмонг-мьенская семья(мяо-яо)
- Мьенские языки
  - киммун
  - ю-мьен (яо)
- Хмонгские языки
  - хмонг (мяо)
  - пахнг

### Тай-кадайская семья
- Тайские языки:
  - Северо-центральная группа
    - буи (Bouyei)
    - дайский чжуанский язык
    - цзоцзянский чжуанский язык
    - янский чжуанский язык
    - зяй
    - тхо
    - нунг
    - као-ланьский язык[англ.]

  - Юго-западная группа
    - Северо-западный языковой континуум
      - тай-ныа
      - лы (тай-лы; Tai Lü)

    - Восточно-тайская подгруппа
      - красно-тайский язык (тай-дэнг, тай-тхань; Tai Daeng)
      - чёрно-тайский язык (язык чёрных тай, тай-дам; Tai Dam)

    - Бело-тайский язык[англ.] (язык белых тай, тай-кхау, тай-дон)
- Кадайские языки:
  - группа Гэ-чи
    - гэлао (кэлао, клао)
      - хоки-гэлао (Hagei, Hakei, Hakhi, Cape Draping Gelao, Klau, Qau) — язык зелёных гэлао; 300 чел. во Вьетнаме
      - толуо-гэлао (юго-западный гэлао, Duoluo Gelao, Tú Du, Telue) — язык белых гэлао; 20 чел. во Вьетнаме
      - вадэ-гэлао (воа-зе, ванзу, Voa Dê, Vandu Gelao) — один из двух языков красных гэлао; 20 чел. во Вьетнаме

    - лати (лачи) — св. 10 тыс. чел. во Вьетнаме (пров. Хазянг и Лаокай);
      - белый лати (Lipupõ) — 1,6 тыс. чел. во Вьетнаме

  - группа Ян-бяо
    - лаха (са-кхао) — 6,4 тыс. чел. (пров. Йенбай и Шонла во Вьетнаме)
    - кабяо (кабео, пупео, лакуа) — 1 тыс. чел. во Вьетнаме (пров. Хазянг)
    - энь — 200 чел. во Вьетнаме (пров. Каобанг)
- Кам-суйские языки
  - шуйский язык

### Жестовые языки
- Вьетнамские жестовые языки

### Индоевропейские языки
Менее 1 % населения владеет французским языком, кроме того, около 1000 человек владеет вьетнамско-французским пиджином тэйбой.